# Крымский федеральный округ
Кры́мский федера́льный о́круг (КФО) — федеральный округ Российской Федерации, существовавший в 2014—2016 годах.
Был образован указом президента России В. В. Путина от 21 марта 2014 года № 168 в связи с аннексией Крыма Россией, не получившей международного признания. В состав округа были включены два новообразованных субъекта Российской Федерации: Республика Крым и город федерального значения Севастополь; центром округа был установлен город Симферополь. Полномочным представителем президента Российской Федерации в Крымском федеральном округе был назначен Олег Белавенцев.
28 июля 2016 года «в целях повышения эффективности деятельности федеральных органов государственной власти» указом № 375 Крымский федеральный округ был упразднён и включён в состав Южного федерального округа.

## География
Крымский федеральный округ располагался на Крымском полуострове и ряде прилегающих островов. По количеству субъектов, численности населения и размерам территории округ являлся наименьшим среди федеральных округов, уступая всем остальным в несколько раз. Являлся единственным округом-полуэксклавом, не имеющим сухопутной границы с другими округами и основной территорией России (хотя имел таковую с другим государством — Украиной).

## Состав округа
Ниже приводится перечень субъектов Российской Федерации, входивших в Крымский федеральный округ.
| Крымский федеральный округ |                 |                                         |               |                       |             |
| \| № \| Флаг \| Субъект Федерации \| Площадь (км²) \| Население (чел.) 2016 \| Адм. центр \| \| - \| ---- \| --------------------------------------- \| ------------------ \| --------------------- \| ----------- \| \| 1 \| \| Республика Крым \| 26 081[10][11][12] \| 1 907 106[1] \| Симферополь \| \| 2 \| \| Город федерального значения Севастополь \| 864[13][14][15] \| 416 263[1] \| Севастополь \| \| \| \| итого \| 26 945 \| 2 323 369[1] \| \| |                 |                                         |               |                       |             |
| № | Флаг            | Субъект Федерации                       | Площадь (км²) | Население (чел.) 2016 | Адм. центр  |
| 1 | Республика Крым | Республика Крым                         | 26 081        | 1 907 106             | Симферополь |
| 2 | Севастополь     | Город федерального значения Севастополь | 864           | 416 263               | Севастополь |
| |                 | итого                                   | 26 945        | 2 323 369             |             |

## Население
На 1 января 2016 года численность населения округа, по данным Росстата, составляла 2 323 369 чел. Плотность населения — 86,23 чел./км2 (2016). Крупнейшие города — Севастополь, Симферополь, Керчь, Евпатория и Феодосия. Крымский федеральный округ являлся одним из двух (наряду с Северо-Кавказским) в России, в котором крупнейший город (Севастополь, 416 263 жителей на 1 января 2016 года) не является центром округа.
| 2014      | 2015       | 2016       |
| --------- | ---------- | ---------- |
| 2 284 769 | ↗2 294 888 | ↗2 323 369 |

### Национальный состав
Основная статья Национальный состав Крыма 
Согласно переписи населения 2014 года, население Крыма составляло 2,3 млн человек. Население Крыма исторически сложилось как многонациональное. Согласно переписи 2014 года, самые значительные этнические группы населения составляют русские (67,9 %), украинцы (15,7 %), крымские татары (10,6 %), татары (2,1 %) и др. 
=== Национальный состав === Крымского федерального округа по итогам переписи населения 2014 года
| национальность  | численность | % от всего населения | % от указавших свою национальность |
| --------------- | ----------- | -------------------- | ---------------------------------- |
| всего           | 2 284 769   | 100,00 %             |                                    |
| Русские         | 1 492 078   | 65,31 %              | 67,90 %                            |
| Украинцы        | 344 515     | 15,08 %              | 15,68 %                            |
| Крымские татары | 232 340     | 10,17 %              | 10,57 %                            |
| Татары          | 44 996      | 1,97 %               | 2,05 %                             |
| Белорусы        | 21 694      | 0,95 %               | 0,99 %                             |
| Армяне          | 11 030      | 0,48 %               | 0,50 %                             |
| Азербайджанцы   | 4432        | 0,19 %               | 0,20 %                             |
| Узбеки          | 3466        | 0,15 %               | 0,16 %                             |
| Молдаване       | 3147        | 0,14 %               | 0,14 %                             |
| Евреи           | 3144        | 0,14 %               | 0,14 %                             |
| Корейцы         | 2983        | 0,13 %               | 0,14 %                             |
| Греки           | 2877        | 0,13 %               | 0,13 %                             |
| Поляки          | 2843        | 0,12 %               | 0,13 %                             |
| Цыгане          | 2388        | 0,10 %               | 0,11 %                             |
| Чуваши          | 1990        | 0,09 %               | 0,09 %                             |
| Болгары         | 1868        | 0,08 %               | 0,09 %                             |
| Немцы           | 1844        | 0,08 %               | 0,08 %                             |
| Мордва          | 1601        | 0,07 %               | 0,07 %                             |
| Грузины         | 1571        | 0,07 %               | 0,07 %                             |
| Турки           | 1465        | 0,06 %               | 0,07 %                             |
| Таджики         | 874         | 0,04 %               | 0,04 %                             |
| Марийцы         | 801         | 0,04 %               | 0,04 %                             |
|                 |             |                      |                                    |
| Караимы         | 535         | 0,02 %               | 0,02 %                             |
|                 |             |                      |                                    |
| Крымчаки        | 228         | 0,01 %               | 0,01 %                             |
| другие          | 12 854      | 0,56 %               | 0,58 %                             |
| указали         | 2 197 564   | 96,18 %              | 100,00 %                           |
| не указали      | 87 205      | 3,82 %               |                                    |

По мнению руководства Росстата, часть крымских татар могла в ходе переписи назвать себя татарами (что должно объяснять статистический феномен почти четырёхкратного увеличения численности татар в межпереписной период в сравнении с некоторым сокращением численности крымских татар), поэтому при формировании окончательных итогов переписи предлагалось эти группы суммировать. Таким образом, численность крымскотатарской общины может оцениваться в 235—270 тысяч человек (св. 13 % населения Крыма).

### Религии
Большинство русских, украинцев, греков и болгар исповедует православие; крымские татары, татары, узбеки — ислам суннитского толка; большинство азербайджанцев — мусульмане-шииты, также распространены протестанты, католики и иудеи.

### Языки
Основная статья Языки Крыма 
В период нахождения в составе Украины была характерна диспропорция между национальностью и языком употребления (родным языком), а также употреблением их в системе образования и делопроизводстве. В этот период была тенденция к постепенному оттеснению русского языка из официальной письменной сферы в республике при параллельном командно-административном внедрении единственного государственного украинского языка в систему образования и делопроизводства. Хотя, согласно данным опроса, проведённого в 2004 году Киевским международным институтом социологии (КМИС), русский язык использует для общения абсолютное большинство — 97 % всего населения Крыма.
Конституцией Республики Крым установлены 3 государственных языка: русский, украинский и крымскотатарский.
По итогам переписи населения в Крымском федеральном округе 2014 года, абсолютное большинство населения родным языком назвало русский — 84 %. Крымскотатарский родным был назван для 7,9 %, татарский — для 3,7 %, украинский — для 3,3 %. Родным языком русский назвали 79,7 % украинцев, 24,8 % татар и 5,6 % крымских татар

### Демографическая обстановка в 2014—2016 годах
На фоне остальных округов Крымский федеральный округ также выделялся высоким миграционным приростом, который по данным за январь—декабрь 2014 года составил 13,2 ‰. Почти треть миграционного прироста обеспечило положительное миграционное сальдо обмена населения с Украиной.
В 2014 году в Республике Крым родилось 24330 человек (рождаемость составила 12,4 на 1000 человек или 12,4 ‰), в 2013 году — 24054 человека (12,2 ‰). Число родившихся увеличилось на 276 человек. За 2014 год в Республике Крым умер 28771 человек (смертность составила 14,7 на 1000 человек), за 2013 год — 27028 человек (13,7 ‰). Число умерших возросло на 1743 человека. Естественная убыль населения в 2014 году составила 4441 человек (общий коэффициент естественного прироста (убыли) достиг −2,3 ‰), в 2013 году — 2974 человек (или −1,5 ‰). Миграционный прирост населения Республики Крым за 2014 год составил 16389 человек (в том числе 24161 прибывших и 7772 выбывших за пределы республики).
В 2014 году в Севастополе родился 4881 человек (рождаемость составила 12,7 на 1000 человек или 12,7 ‰), умер 5537 человек (смертность составила 14,4 ‰). Естественная убыль населения в 2014 году составила 656 человек (общий коэффициент естественного прироста (убыли) достиг −1,7 ‰). Миграционный прирост населения Севастополя за 2014 год составил 13565 человек (в том числе 14225 прибывших и 660 выбывших за пределы города-региона).

## Гуманитарная ситуация
По заявлению Управления верховного комиссара ООН по правам человека, на территории Крыма происходят преследования и дискриминация украинских граждан, крымских татар, религиозных меньшинств и активистов, возражающих против референдума 16 марта.
В МИД России заявляют, что в комментариях по Крыму составители доклада вышли за рамки дозволенного Уставом ООН, который прямо предписывает сотрудникам Организации строго придерживаться принципа нейтральности и беспристрастности. «Объявив вслед за Киевом и его западными покровителями „незаконным“ референдум в Крыму, Управление Верховного комиссара ООН по правам человека расписалось в том, что оно признает закрепленное в Международных пактах о правах человека право народов на самоопределение только тогда, когда это продиктовано политической конъюнктурой», — подчеркнул Лукашевич. Также авторы почему-то забыли упомянуть и о прекращении Украиной подачи в Крым пресной воды — действии, нарушающем целый ряд прав человека.
В сентябре 2015 года Мустафа Джемилев, Рефат Чубаров и вице-президент Всемирного конгресса крымских татар Ленур Ислямов стали инициаторами торговой блокады административной границы с Крымом, целью которой, как заявлено, является освобождение задержанных российскими властями «украинских политзаключённых», прекращение преследования крымских татар, создание свободных условий работы для украинских СМИ и иностранных журналистов, а также снятие запрета на въезд в Крым Мустафе Джемилеву и Рефату Чубарову.
20-22 ноября 2015 года неизвестные взорвали опоры четырёх линий электропередач, подающих энергию на полуостров, в результате чего была прекращена поставка электроэнергии в Крым. Для энергоснабжения Крыма с территории юга России был построен энергомост, первый запуск которого состоялся 2 декабря 2015 года, а на полную мощность он был выведен в мае 2016 года, контракт же с Украиной об энергоснабжении полуострова продлён не был — украинской стороной было выдвинуто требование указания в документе Крыма как части Украины, что было неприемлемо для РФ.
23 ноября 2015 правительством Украины была введена официальная торговая блокада Крыма, с 16 декабря 2015 года ставшая постоянной (за исключением ряда товаров), а для дальнейшего заключения контрактов на энергоснабжение полуострова было введено требование заключения СНБО.

## Населённые пункты
Населённые пункты с численностью населения более 10 тысяч человек
| Севастополь     | ↗416 263 |
| Симферополь     | ↘335 009 |
| Керчь           | ↘151 103 |
| Евпатория       | ↘105 549 |
| Ялта            | ↘72 013  |
| Феодосия        | ↘66 293  |
| Джанкой         | ↘37 014  |
| Красноперекопск | ↗25 569  |

| Алушта      | ↗31 364 |
| Бахчисарай  | ↗28 609 |
| Саки        | ↘24 285 |
| Армянск     | ↘19 917 |
| Белогорск   | ↗17 445 |
| Судак       | ↗17 834 |
| Приморский  | ↗13 310 |
| Гвардейское | ↘12 209 |

| Октябрьское       | ↗10 932 |
| Грэсовский        | ↗10 156 |
| Гаспра            | ↗12 262 |
| Щёлкино           | ↘10 131 |
| Черноморское      | ↗11 581 |
| Красногвардейское | ↘11 073 |
| Советский         | ↘9498   |

| • Алупка• АлуштаСимферополь •Севастополь •Бахчисарай • Джанкой• Армянск• Старый Крым• Инкерман• ФеодосияКерчь • Евпатория• КрасноперекопскБелогорск • Саки• СудакЩёлкино • ЯлтаЧёрное мореАзовское море |

## Полномочные представители президента Российской Федерациив КФО
- Белавенцев, Олег Евгеньевич (21 марта 2014 — 28 июля 2016)[38][39]